# Theodor Lewald
Theodor Lewald (Berlín, 18 de agosto de 1869- Ibidem, 15 de abril de 1947) fue un funcionario en el Reich Alemán, y un ejecutivo en el Comité Olímpico Internacional. Así mismo, en 1936, fue el presidente del Comité Olímpico Organizador de las Olimpiadas de verano en Berlín.

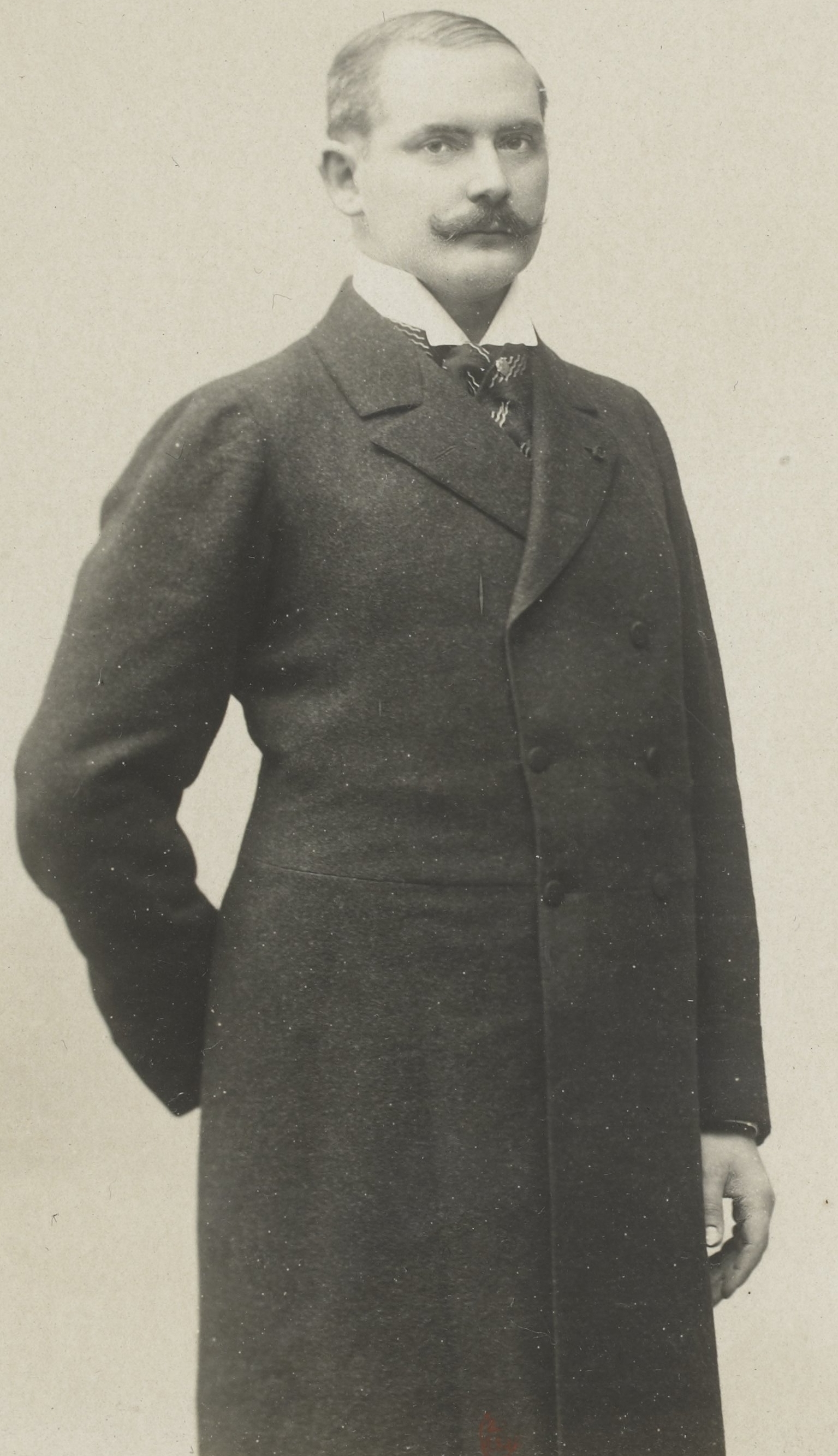
Theodor Lewald en 1900.

## Primeros años
Lewald nació en 1860. Su tía era la novelista judía Fanny Lewald. En 1885, Lewald se convirtió en funcionario en Prusia; y más tarde, en 1903 se volvió comisionado activo del Reich Alemán. En ese papel, Lewald atendió a la Feria Mundial de 1904 —que se llevó a cabo a la par de los Juegos Olímpicos—, donde tuvo un desacuerdo con el Kaiser Guillermo II acerca de que si la Confederación Alemana del Deporte Olímpico — de la cual él era presidente— debía ser independiente en materia política.: 33  Después de que Berlín ganó en 1916, el derecho de ser el anfitrión de los Juegos Olímpicos de verano —los cuales fueron cancelados dado el comienzo de la Primera Guerra Mundial—, Lewald motivó al Reich Alemán a invertir en los juegos, argumentando que era comparable a la Exhibición Mundial Comercial.: 34  Lewald se retiró de su cargo gubernamental en 1923, en el que había sido el Vicesecretario de Estado.: 34  En 1935, Lewald recomendó que Pierre de Coubertin fuera premiado con un Premio Nobel.

## Las Olimpiadas de 1936

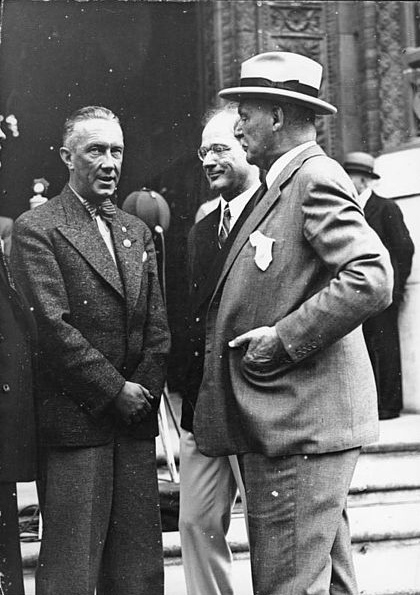
Lewald con Julius Lippert y Avery Brundage en las Olimpiadas de verano de 1936.

Lewald se volvió un miembro del Comité Olímpico Internacional (IOC) en 1926, y fue uno de los tres alemanes en el Comité que galardonó a Berlín en las Olimpiadas de verano de 1936.  Previamente había argumentado que se le permitiera a Alemania atender a las Olimpiadas de verano de 1928, tras haber sido vetados en 1920 y 1924.: 34 : 28  En noviembre de 1932, Lewald ganó el permiso de crear un Comité Organizador para los Juegos Olímpicos independientes, el cual se creó en enero de 1933; e inmediatamente después de que los nazis ganaran la elección federal de 1933, él habló con Joseph Goebbels acerca de la importancia de la propaganda del evento.: 31 : 35–36  Más tarde, Lewald fue despedido de su puesto y reemplazado por Hans von Tschammer und Osten, ya que la abuela paterna de Lewald era judía, y a pesar de que el propio Lewald era Cristiano. El IOC demandó su reinstalación al cargo en una junta en junio de 1933, sin embargo esta acción no tuvo éxito.: 70  En lugar de su reinstalación, le fue dado a Lewald el papel de asesor ceremonial, y estuvo a cargo del discurso formal en la ceremonia de apertura de los Olímpicos de verano en 1933, aunque también protestó el trato que le dieron a los judíos alemanes a lo largo de los juegos.: 41 : 151 : 39  Lewald previamente le había asegurado al IOC que los judíos alemanes no serían excluidos de los juegos. El Estadio Olímpico de Berlín (Olympiastadion) que fue construido para los juegos, contenía una Campana Olímpica sugerida por Lewald, quien también sugirió uno de los diseños para la Antorcha Olímpica, y conseguir que el IOC aprobara la ruta de la antorcha desde Olympia a Berlín.: 47  Después de los juegos, Sigfrid Edström nominó a Lewald para que fuera Vicepresidente del IOC aunque Lewald la rechazó, y resignó su cargo en la IOC en 1938 después de que el Partido Nazi lo presionara a renunciar.